# 日刊!さいたま〜ず
日刊!さいたま～ず（にっかん・さいたまーず）は、2021年3月25日までNHKさいたま放送局が埼玉県向けにFM放送で平日の夕方に放送されていた情報番組である。

## 概要
さいたま放送局は、2009年度（平成21年）まで、県域情報番組としては以下の編成で放送し、夕方は金曜を除き東京発『サンセットパーク』を放送してきた。
- さいたま情報ランチ（月曜日から木曜日まで 11:30 - 12:00）
- さいたま情報ランチプラス（金曜日 11:00 - 12:00）
- ウィークエンドカフェ（金曜日夕方、2003年度から）
- 週刊☆サッカー王国（金曜日夕方、2008年9月から2017年9月まで）

しかし、2011年（平成23年）7月23日に、地上波のテレビジョン放送が完全にデジタル化される際、北関東地域で総合テレビジョンが県域化される見通しとなり、その時点では対象外とされた、さいたま放送局も早期に県域放送を始められるよう、ニュースの動画配信を積極的に進めるなどした。
そこで、北関東各局と同様、テレビ県域放送実現に向けノウハウを蓄積する狙いから、『さいたま情報ランチ』シリーズを取り止めた上で、関東地方のNHKで唯一県域放送を実施するFMラジオ放送を利用して、埼玉県に密着した地域情報を送り届けることを目指した新番組を企画、2010年（平成22年）3月29日に放送を開始したものである。
番組では、毎日日替わりのテーマを決め、埼玉県内在住・出身の著名人、文化人へのインタビューや、暮らし・イベントの最新情報を紹介する。形式的には『ウィークエンドカフェ』の体裁をそのまま系譜する。なお、埼玉県内のニュースは当番組でもフォローするほか、終了後の18:50 - 19:00にも県内ローカルニュース・天気予報を編成する。
また一部のコーナーは、放送後インターネットラジオのストリーミングが実施され、日本全国で聴くことができる。一方金曜日は同じ枠で『週刊☆サッカー王国』を継続する。
2021年3月30日からは番組名を「ひるどき！さいたま～ず」に改題し11時台に移動。

## 放送時間
NHKさいたまFM
水曜日から金曜日まで 11:00 - 12:00（他地区では11:50-12:00に放送されている気象情報・交通情報・局からのお知らせもこれに含有）
祝日・お盆・年末年始と重なった場合は休止される。
差し替えの対象となる『邦楽百番』（水曜）『FM能楽堂』（木曜）『KABUKI TUNE』『駒井蓮のニポミン!（2023年度）』『出会いは!みんようび（2024年度）』（以上金曜）の生放送は、本番組が休止にならない限り埼玉県内のFMチャンネルでは受信できないが、周辺県（東京82.5MHZ他）の直接受信、またはインターネットラジオ（ radiko・らじるらじる）で補填して聴くことはできる。

## 日替わりテーマ
月曜日：音楽
埼玉県出身・在住・在勤の音楽家・歌手へのインタビューとスタジオライブ。
火曜日：緑とくらし
埼玉県産の食材を使った料理コーナーや、生活にまつわる情報・園芸情報など。
水曜日：文化
埼玉県内で行われる、美術・博物館の展示情報など。
木曜日：輝くさいたま～ずさん
埼玉県にゆかりのある人物を「さいたま～ず」として紹介し、スタジオインタビューを送る。

## 出演者
NHKさいたま放送局の女性契約キャスター・男性アナウンサーが輪番制で担当する。